# アンデパンダン展

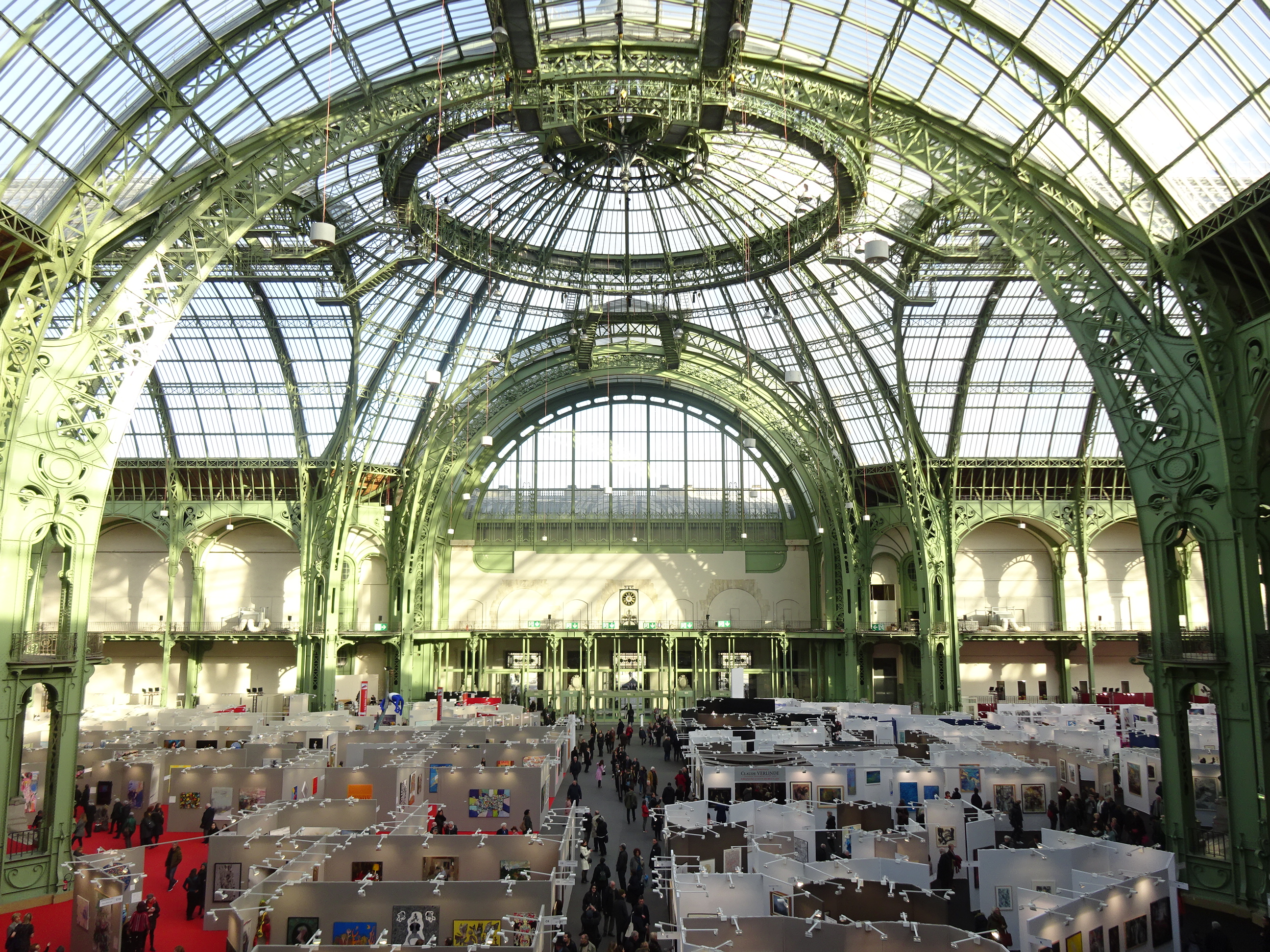

アンデパンダン展（アンデパンダンてん、Salon des indépendants）は、無審査・無賞・自由出品を原則とする美術展であり、1884年にフランスのパリで初めて開催され、その後、世界中に広がった。各国にも影響を与えており、パリの同展の形態を理想とした、別組織による同じアンデパンダンの名を冠した独自の展覧会が日本など世界各国で開催されるようになった。現在は、それら他国の展覧会と区別するため、パリのアンデパンダン展についてはパリ・アンデパンダン展と表記されている。パリ・アンデパンダン展は、現在世界中で開催されている諸派の垣根を越えたアーティスト達によって行われる無審査大型展としては最も早く誕生した歴史的な美術展覧会。

## 歴史
1884年、ジョルジュ・スーラ、ポール・シニャックらによってパリにアンデパンダン美術協会（独立芸術家協会、Société des Artistes Indépendants）が設立され、同年、保守的な審査のサロンに対抗して、審査を受けることなく誰でも自由に出品し、作品の評価を来場者に直接問うことが出来る展覧会（アンデパンダン展）を行った。パリ・アンデパンダン展で作品を発表した歴代のアーティスト達は現代の美術界にも大きな影響を与えた人物が多く、その一例として、アンリ・ルソー、ロートレック、マティス、ゴーギャン、セザンヌ、ゴッホ、シニャック、ピサロ、ルドン、マルケ、マンガン、カモワン、デュフィ、フリエス、ムンク、ヴァン・ドンゲン、ドラン 、ヴラマンクなどが知られている。日本人では、藤田嗣治、岡鹿之助、長谷川潔、長谷川路可らが出品している。
パリ・アンデパンダン美術協会の活動は各国に大きな影響を及ぼし、各国でパリ・アンデパンダン美術協会を意識した別団体が結成された。例えば、ベルギーではベルギー・アンデパンダン美術協会（1886年）、ドイツ圏のミュンヘン、ウィーンなどでは分離派が結成された。アメリカでは独立芸術家協会が結成されている。
日本でもパリのアンデパンダン展から着想を得て、戦後に日本アンデパンダン展（1947年- ）、読売アンデパンダン展（1949-1963年）が開催され（いずれも無審査の展覧会）、日本アンデパンダン展は現在も日本美術会の主催で毎年3月前後に東京で開催されている。
2006年以降、パリのグラン・パレ内のLe nefホールに於いて、アンデパンダン展、コンパレゾン展、ル・サロン展などの合同サロン展Art capitalが開催されている。※パリのグラン・パレ改修工事中など、例外的にパリ市内の他大型会場にて開催の場合あり。2022年～2024年はグランパレ・エフェメールにて開催。